# Moorkop

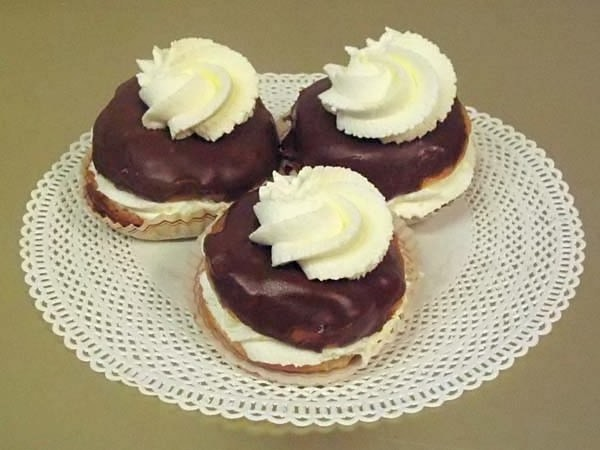
Moorkoppen

Een Moorkop, ook Chocoladebol of Chocobol genoemd, is traditioneel Nederlands gebak dat bestaat uit een 8 à 10 cm grote soes gemaakt van soezenbeslag, gevuld met slagroom, en van buiten bedekt met een laag chocoladefondant. Op de bovenkant van de Moorkop wordt een rozet slagroom aangebracht. Dit zou verwijzen naar een tulband, een Moors hoofddeksel. Eventueel wordt er nog een gegeleerd vruchtje, vaak een partje mandarijn of een stukje ananas bovenop de rozet gelegd. 

## Datering en etymologie

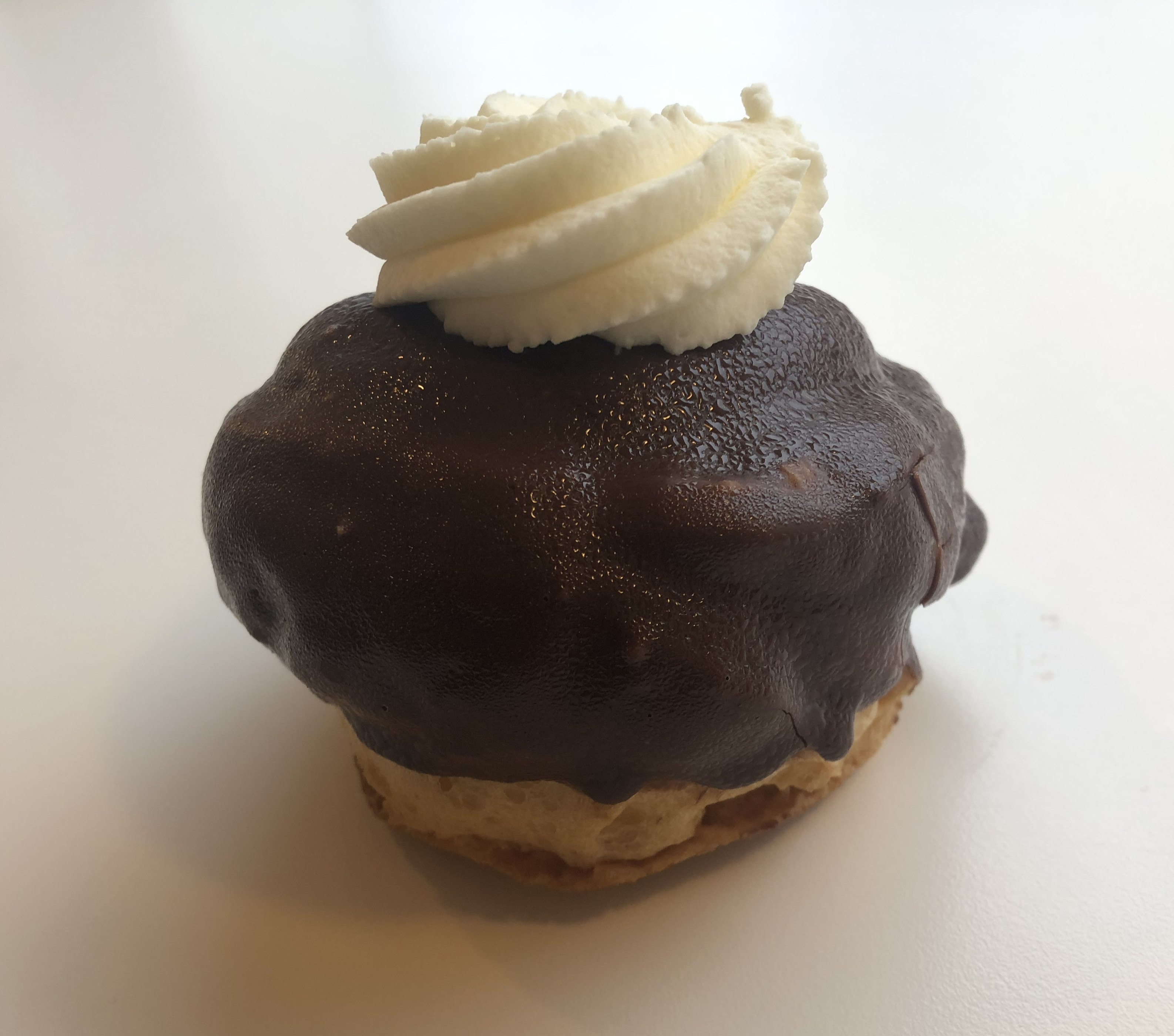
Moorkop met ingespoten slagroom zonder fruitpartje

Nicoline Van der Sijs (2002) noemde het jaar 1937 als oudste schriftelijk vastgelegd moment van het woord Moorkop als een gebakje. Toch al eerder en wel op 28 december 1918 kwam het woord Moorkoppen in de zin van gebak reeds voor in een advertentie van de 'Elektrische Banketbakkerij J.C. Koldewijn'. Deze advertentie werd de Hoornsche Courant, gepubliceerd. En in 1926 werd de Moorkop in een advertentie van een Rotterdamse lunchroom in het dagblad Voorwaarts vermeld.
In het bekende culinair naslagwerk Universal-Lexikon der Kochkunst van 1878 wordt er al een recept voor het maken van “Mohrenköpfe” (ook wel “Indianerkrapfen" genoemd) beschreven (deel II, p. 156-7). Hiervoor wordt 1/2 kg suiker met 24 eidooiers tot een dik schuim en het eiwit tot een stevige mousse geslagen, waarbij een 1/2 kg tarwe- of aardappelmeel aan de mix wordt toegevoegd. Kleine ronde bolletjes van deze massa worden snel gebakken op papier. Per twee bolletjes werden na het afbakken met jam aan elkaar gevoegd en in een chocoladeglazuur, -fondant, of couverture gedompeld. 
Daarvoor komt het woord reeds eeuwen voor in de betekenis van een paard met zwart grondhaar, vermengd met witte haren, en waarbij hoofd, beenen, manen en staart zwart zijn. Ook kan moorkop een witte duif met een zwarte kop aanduiden.
'Moor' komt oorspronkelijk van het Latijnse maurus, 'bewoner van Noordwest-Afrika' (Grieks maurós, 'zwart'). Het is de verzamelnaam voor de islamitische bevolking van het Iberisch schiereiland, Sicilië, Sardinië, Corsica en Malta gedurende de middeleeuwen. De Moren waren voornamelijk Noord-Afrikaanse Berbers en kwamen oorspronkelijk uit het huidige Marokko, Algerije, Tunesië en Mauritanië.

## Verschil tussen moorkop en Bossche bol

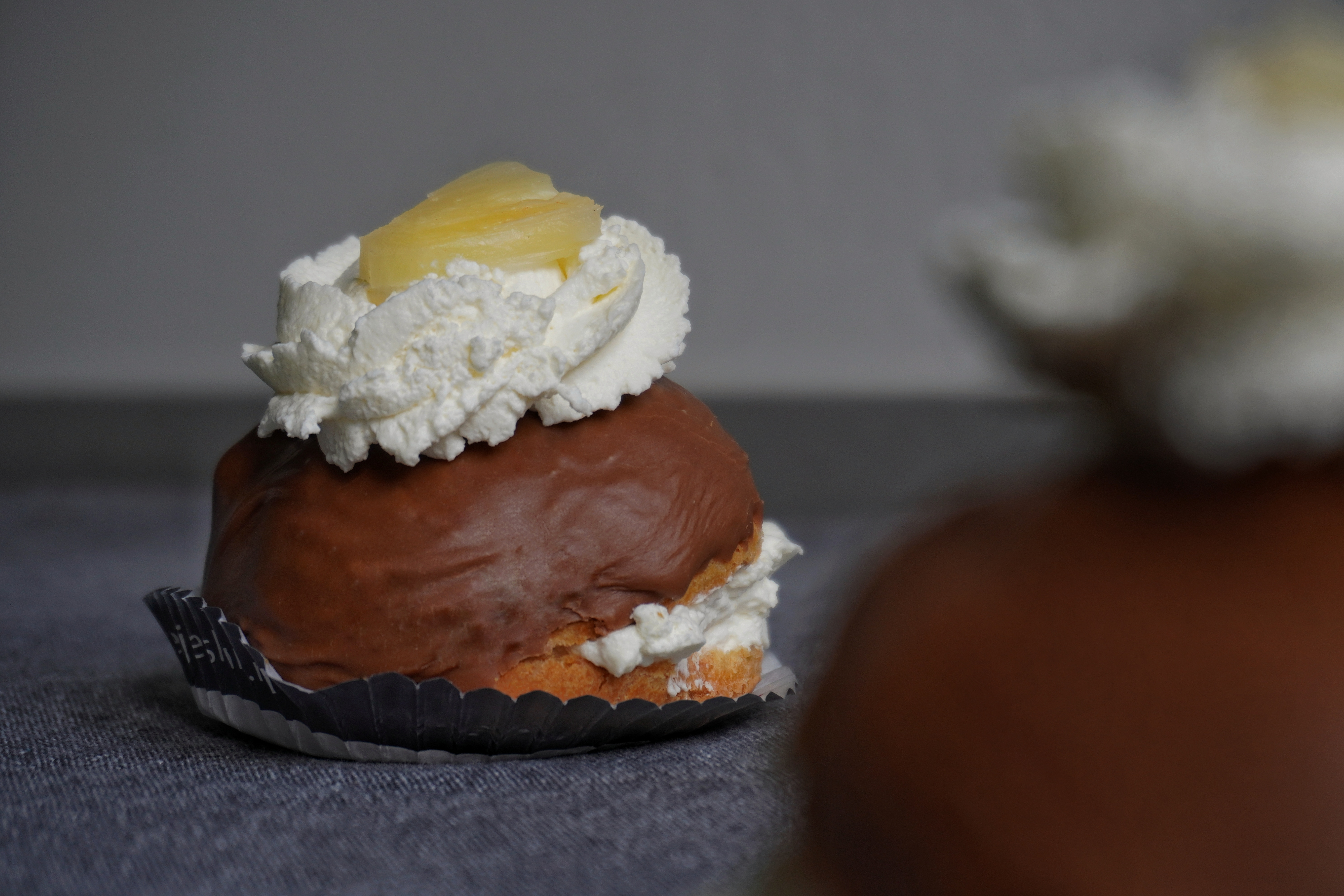
Moorkop met ananas.

Een moorkop is kleiner dan een Bossche bol. Het verschil tussen beide zit onder andere in de soort chocoladelaag die gebruikt wordt. De Bossche bol wordt overgoten door couverture, de Moorkop wordt in de chocoladefondant gedoopt. De naam Chocoladebol wordt zowel als alternatieve naam voor de moorkop als voor Bossche bol gebruikt.

## Roomkop en chocobol
Een bakker in het Zuid-Hollandse Monster veranderde begin februari 2020 in zijn zaak de naam van het gebakje in Roomkop, omdat hij de naam Moorkop discriminerend vond. Aangezien het een veganistische variant betreft, werd deze naam niet toegestaan. Daags na de naamswijziging kondigde warenhuisketen HEMA aan de naam moorkop vanaf 30 maart 2020 te vervangen en heet daar sindsdien Chocobol. Volgens de HEMA past de oude naam niet meer in de huidige tijdgeest.